# Коралловый замок (США)
Кора́лловый за́мок (англ. Coral Castle) — каменная структура, созданная эксцентричным латвийским эмигрантом в США Эдвардом Лидскалнином (1887—1951) к северу от города Хомстед, Флорида. Структура включает в себя многочисленные мегалиты (главным образом из известняка), весом до тридцати тонн. В настоящее время сооружение находится под частным управлением, является туристической достопримечательностью, включено в Национальный реестр исторических достопримечательностей США. Лидскалнин построил замок в одиночку. До сих пор остаётся неясным, каким образом ему удалось возвести это сооружение, в связи с чем возникло множество теорий и предположений.

## Эдвард Лидскалнин

Эдвард Лидскалнин позирует у 12-метрового обелиска на территории замка. На обелиске вырезаны инициалы Эдварда, а также год его рождения, год начала строительства и переезда замка

Строитель Кораллового замка — Эдвард Лидскалнин — родился 12 января 1887 года (по другой версии — 10 августа) на территории современной Латвии. О его детстве известно немного. Он не был богат и доучился в школе лишь до четвёртого класса, затем учился камнетёсному и камнерезному делу. Многие родственники Лидскалнина были вовлечены в ожесточённые крестьянские волнения в Лифляндской губернии в 1905 году.
В 1910 году Лидскалнин покинул Латвию. Согласно его собственной версии, получившей известность, это произошло после того, как он обручился с шестнадцатилетней девушкой по имени Агнес Скуфф или Скувст (англ. Agnes Skuvst; чаще всего Лидскалнин называл её «Сладкая шестнадцатилетка», англ. Sweet Sixteen), которая разорвала помолвку в ночь перед их свадьбой. Установлено, однако, что в действительности девушку звали Хермине Лусе (латыш. Hermīne Lūse), и она была лишь на два года младше жениха; предполагается, что свадьбе воспрепятствовал отец невесты, не получив от жениха обещанных денег. Предполагается, что выдуманная Лидскалнином фамилия невесты — слегка изменённое латышское слово, означающее поцелуй (латыш. skūpsts). По сообщению прессы, он несколько раз приглашал её приехать в свой построенный замок, но она неизменно отвечала ему отказом. Не приехала она даже в 80-летнем возрасте (спустя много лет после смерти Эда), когда американские журналисты разыскали её и предложили всё-таки посетить сооружение. До сих пор на территории замка высаживают красные розы, якобы любимые цветы той самой Агнес.
Первоначально Лидскалнин обосновался в Лондоне, год спустя перебрался в канадский Галифакс, а с 1912 года жил в США, переезжая из Орегона в Калифорнию, а оттуда в Техас, работая в лагерях по заготовке древесины. Лидскалнин не отличается хорошим здоровьем, и после того, как заболевает туберкулёзом переезжает во Флориду, где хороший климат помогает ему легче переносить прогрессирующую форму болезни. Во время своих скитаний по миру он увлекается изучением наук, астрономией и историей Древнего Египта.

## Строительство и переезд замка
Строительство замка началось в 1920 году после покупки Лидскалнином за 12 долларов США небольшого (4 акра) участка земли в городке Флорида-Сити (Флорида) с населением в 8 тыс. человек. Сам Эдвард называл своё творение — Rock Gate Park («Каменные врата»), название «Коралловый замок» позже дадут сооружению соседи и туристы. Строительство велось в строжайшем секрете. Чтобы избежать любопытных взглядов и не выдавать своих секретов, Эдвард работал один и только после захода солнца. Остаётся неизвестным, как он в одиночку доставлял с побережья Мексиканского залива многотонные известняковые глыбы, весом в несколько десятков тонн, обрабатывал их и водружал друг на друга.
В 1936 году на соседнем с Лидскалнином участке планировалось возвести многоэтажный жилой дом. В связи с этим Эдвард решает перевезти своё сооружение в другое место. Он покупает новый участок в 16 км к северу от Флорида-Сити в городе Хомстед и нанимает грузовик, с помощью которого перевозит своё творение на новое место. При этом загружает и разгружает грузовик опять-таки сам, без свидетелей. На полный переезд всех построек и возведение их на новом месте Лидскалнину потребовалось 3 года. В Хомстеде Эдвард продолжил работу по сооружению замка вплоть до своей смерти в 1951 году.
После смерти Лидскалнина замок стал собственностью его ближайшего живущего родственника в Америке — племянника из Мичигана по имени Гарри. В 1953 году Гарри продал участок ювелиру Джулиусу Левину (англ. Julius Levin), а тот, в свою очередь, компании Coral Castle, Inc за 175 000 долларов США (1981). Именно эта компания владеет сегодня замком, превратив его в музей и туристическую достопримечательность Флориды. В 1984 году по решению американского правительства Коралловый замок включен в Национальный реестр исторических достопримечательностей страны. Ежегодно его посещают около 100 000 туристов.

### Замок

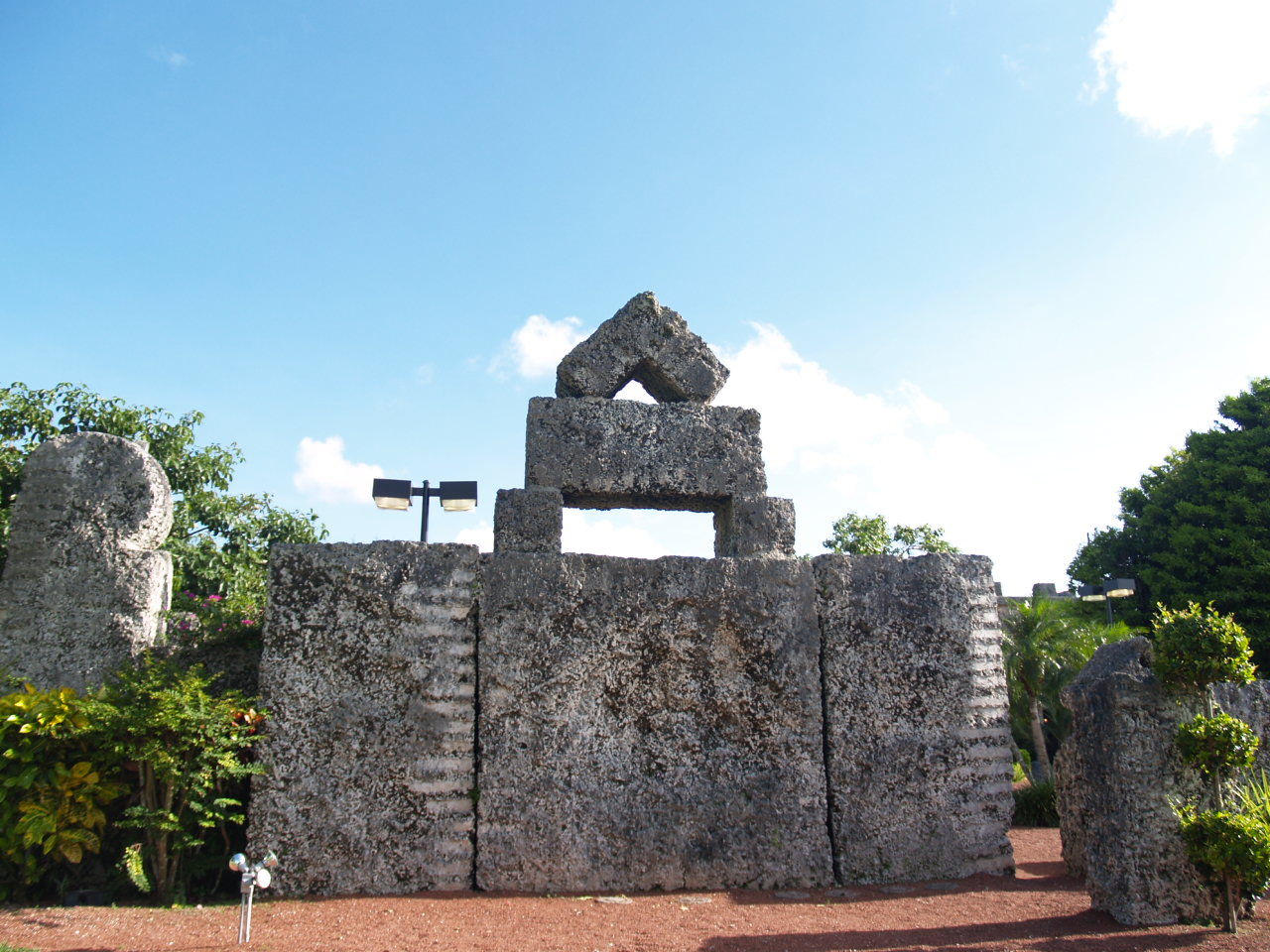
Самый тяжёлый монолит замка. Является частью стены и весит 30 тонн

Хотя замок и называется «коралловым», он сделан из оолита или оолитового известняка. Оолит — минеральное образование из карбоната кальция, оксидов железа и марганца и других элементов; может включать в себя локализованную концентрацию ископаемых ракушек, кораллов. Этот материал часто встречается по всей юго-восточной Флориде (между прочим, эти камни имеют очень острую поверхность и режут руки, как нож).
В комплекс замка входит большое количество строений и сооружений. Главная доминанта — двухэтажная квадратная башня весом 243 тонны. Первый этаж башни Эдвард использовал под мастерские, второй — под жилые помещения. Рядом с башней выстроен павильон с ванной и колодцем.
Территорию замка украшают различные каменные скульптуры, в том числе каменная карта Флориды, планеты Марс и Сатурн (весят по 18 тонн), 23-тонный месяц, солнечные часы, по которым можно определить время с точностью до минуты, огромный стол в виде сердца, кресла-качалки, фонтан и многое другое. Самым высоким сооружением Кораллового замка является 12-метровый обелиск, весящий 28,5 тонн. На обелиске Эдвард вырезал несколько дат: год своего рождения, а также годы начала строительства и переезда замка (см. иллюстрацию выше). Самый тяжелый монолит, весящий более 30 тонн (больше, чем средний вес камней в знаменитом Стоунхендже и в Пирамиде Хеопса в Египте), служит одним из блоков северной стены. Около 30 тонн весит и так называемый телескоп, труба которого достигает высоты в 7 метров и направлена на Полярную звезду. Общий вес всех построек оценивается в 1100 тонн.

### Ворота

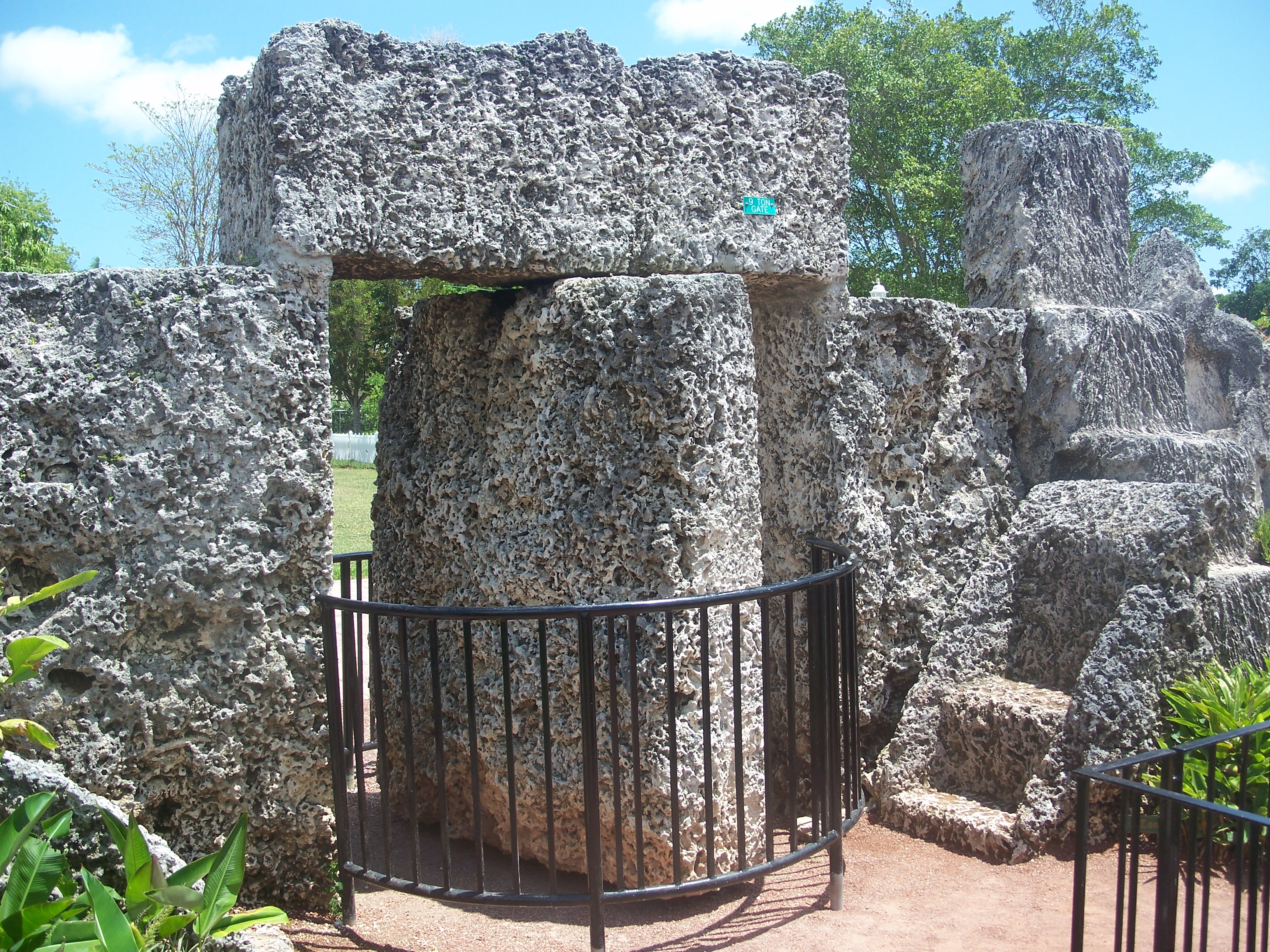
Ворота замка. Вес створки составляет 9 тонн

В замок ведут единственные ворота. Это — самое удивительное сооружение постройки. При ширине створки 2 метра, высоте 2,3 метра, толщине 0,5 метра и весе в 9 тонн она настолько сбалансирована, что её может открыть маленький ребёнок. Воротам и их устройству было посвящено большое количество репортажей на телевидении и статей в печатной прессе. Инженеры пытались понять, как Лидскалнин смог найти идеальный центр тяжести, позволяющий открывать ворота при минимальном усилии.
В 1986 году ворота перестали открываться. Потребовалось шесть мужчин и 50-тонный подъемный кран для их демонтажа. Под ними находился вал и подшипник от грузовика. Как оказалось, Лидскалнин без использования электрических инструментов просверлил в толще известняка практически идеальное круглое отверстие. За десятилетия вращения ворот старый подшипник покрылся ржавчиной, это и стало причиной их поломки. После замены подшипника и вала, ворота водрузили на место. Аналогичный ремонт был произведён в 2005 году.

## Версии строительства
Уникальность постройки, секретность при её строительстве и то, что огромный замок выстроил всего один человек ростом 152 см и весом 45 кг, породило огромное количество теорий и версий относительно технологий, которые применял Эдвард Лидскалнин. По одной из версий, Эдвард пробивал в известняковых плитах отверстия, в которые затем вставлял старые автомобильные амортизаторы, разогретые до больших температур. Затем якобы он лил на них холодную воду и амортизаторы раскалывали камень. По другой версии, Лидскалнин использовал электромагнитный резонанс. В пользу этой версии якобы говорит обнаруженный на территории замка странный прибор. Высказываются предположения, что с помощью него Эдвард мог получить электромагнитное поле, уменьшая вес огромных камней практически до нуля.
Ещё одну версию, «объясняющую» тайну постройки сооружения, высказал Рэй Стонер (англ. Ray N. Stoner) в своей книге «Загадка Кораллового замка» (англ. The Enigma of Coral Castle). Он полагает, что латышский архитектор владел секретом управления антигравитацией. По его теории, наша планета покрыта некой энергетической сеткой и в местах пересечения её «силовых линий» возникает концентрация энергии, позволяющей с лёгкостью перемещать даже очень тяжёлые предметы. По мнению Стонера, именно в Южной Флориде, там, где Эд построил свой замок, и находится мощный диамагнетический полюс, благодаря которому Эду удалось преодолеть силы гравитации, создав левитационный эффект.
Также существуют версии, согласно которым Эдвард использовал оккультные способности управлять силами природы, торсионные поля, звуковые волны, а сам замок воздвиг на старом месте посадки НЛО.
Сам Лидскалнин так и не раскрыл своей тайны, а на все расспросы отвечая: «Я открыл секрет строителей пирамид!», лишь однажды к этой фразе добавив: «Я узнал, как египтяне и древние строители в Перу, Юкатане и Азии при помощи примитивных инструментов поднимали и устанавливали каменные блоки весом в многие тонны!»
За время своей жизни он издал 5 брошюр, среди которых: «Жизнь минералов, растений и животных», «Магнитный поток» и «Магнитная основа». Эти работы внимательно изучаются исследователями в надежде, что эксцентричный архитектор мог оставить в них намёки на раскрытие своих секретов. К примеру в работе «Магнитный поток» он написал:

Магнит — это субстанция, которая постоянно циркулирует в металлах. Но и каждая частица в этой субстанции сама является крошечным магнитом. Они настолько малы, что для них не существует преград. Пройти через металл им даже легче, чем через воздух. Магниты находятся в постоянном движении. Если это движение направить в нужное русло, можно получить источник огромной энергии…

Если отбросить всё, что связано с источниками энергии, и предположить, что все каменные сооружения были выполнены в форме заливки бетоноконструктивных изделий, это намного упростило бы принцип решений.

## Коралловый замок в культуре
- Британский рок-музыкант Билли Айдол написал песню «Sweet Sixteen», посвящённую истории любви Эдварда к Агнесс. На первых секундах клипа на эту композицию можно увидеть фотографию архитектора на фоне его творения и титр: «Любовь превратилась в камень» (англ. «Love turned to stone»)[16].
- Эд Лидскалнин, Коралловый замок и тайна, окружающая его строительство, легли в основу сюжета романа «Cincinnatus».
- Группа «Piñataland»[англ.] записала песню о Лидскалнине — «Latvian Bride» («Латвийская невеста»).
- На территории замка проходили съёмки фильмов: «Wild Women of Wongo» (1958 год) и «Nude on the Moon» (1961 год).

## Галерея
|  |  |  |  |

|  |  |  |  |